# Sindang Jati
Sindang Jati is een bestuurslaag in het regentschap Rejang Lebong van de provincie Bengkulu, Indonesië. Sindang Jati telt 1509 inwoners (volkstelling 2010).